# Chapelle McLaren de Port-au-Persil
La chapelle McLaren est un édifice religieux datant de 1902 à Port-au-Persil dans la province de Québec.

## Histoire
Elle est entièrement construite en bois par John McLaren et porte à l'origine le nom d'église évangélique presbytérienne. La chapelle a alors pour but de répondre aux besoins des protestants de la région.
Appartenant toujours à la descendance de la famille McLaren, la chapelle n'est plus affiliée à aucune religion particulière, mais demeure cependant ouverte au public.
Sur le mur sud de la chapelle, un vitrail représente le Buisson ardent.

## Galerie

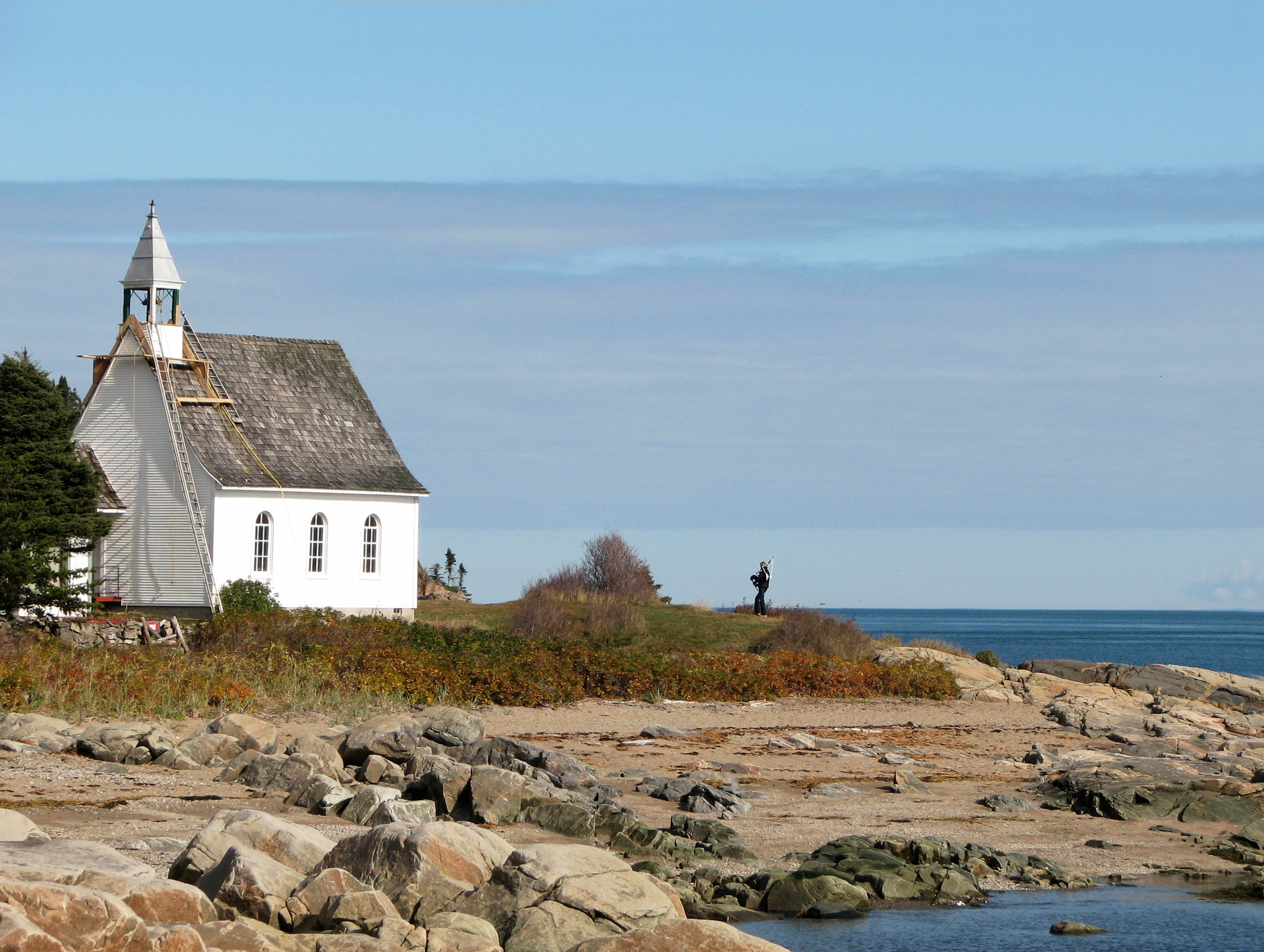
La chapelle face au fleuve.
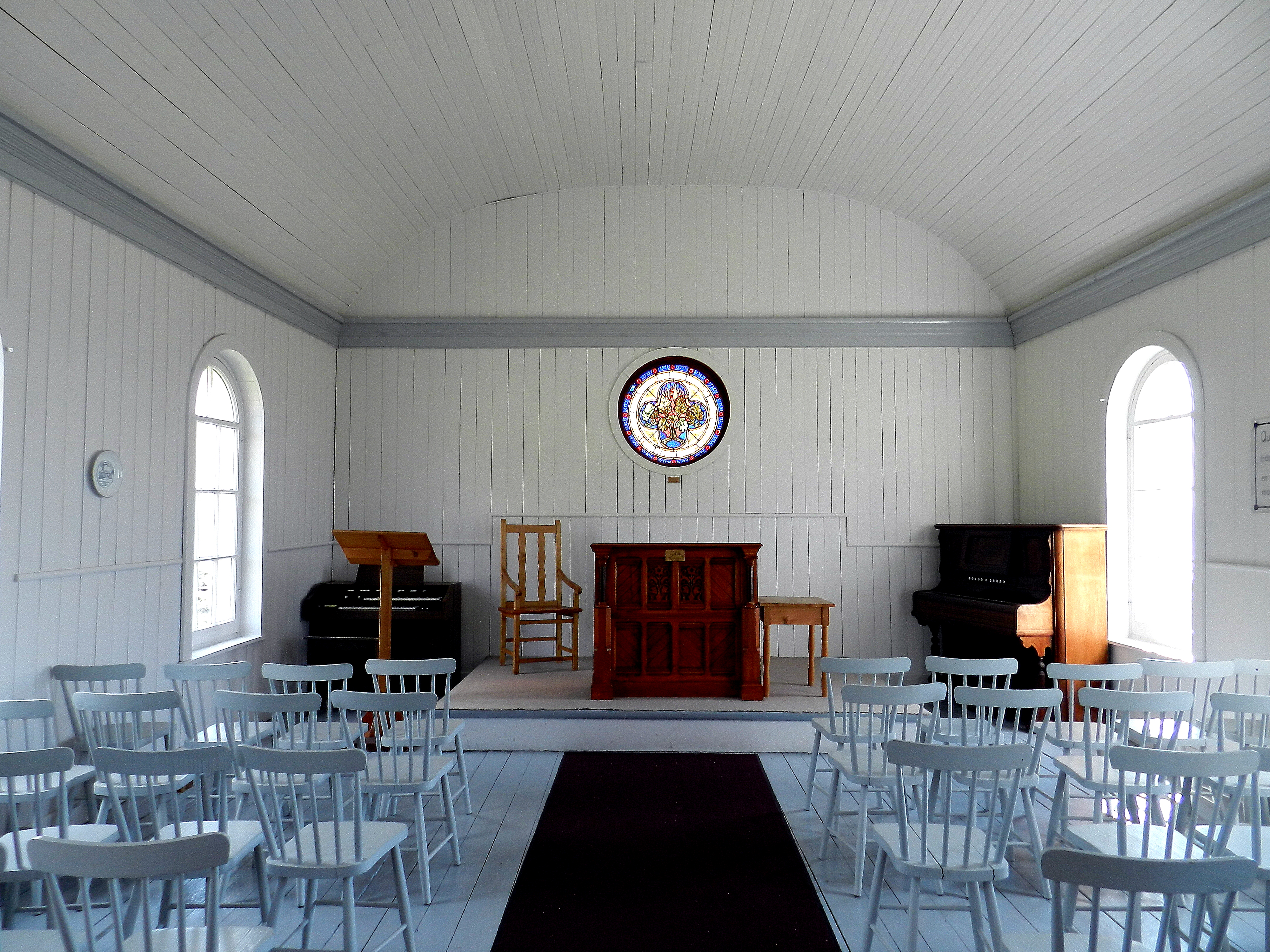
Intérieur de la chapelle.
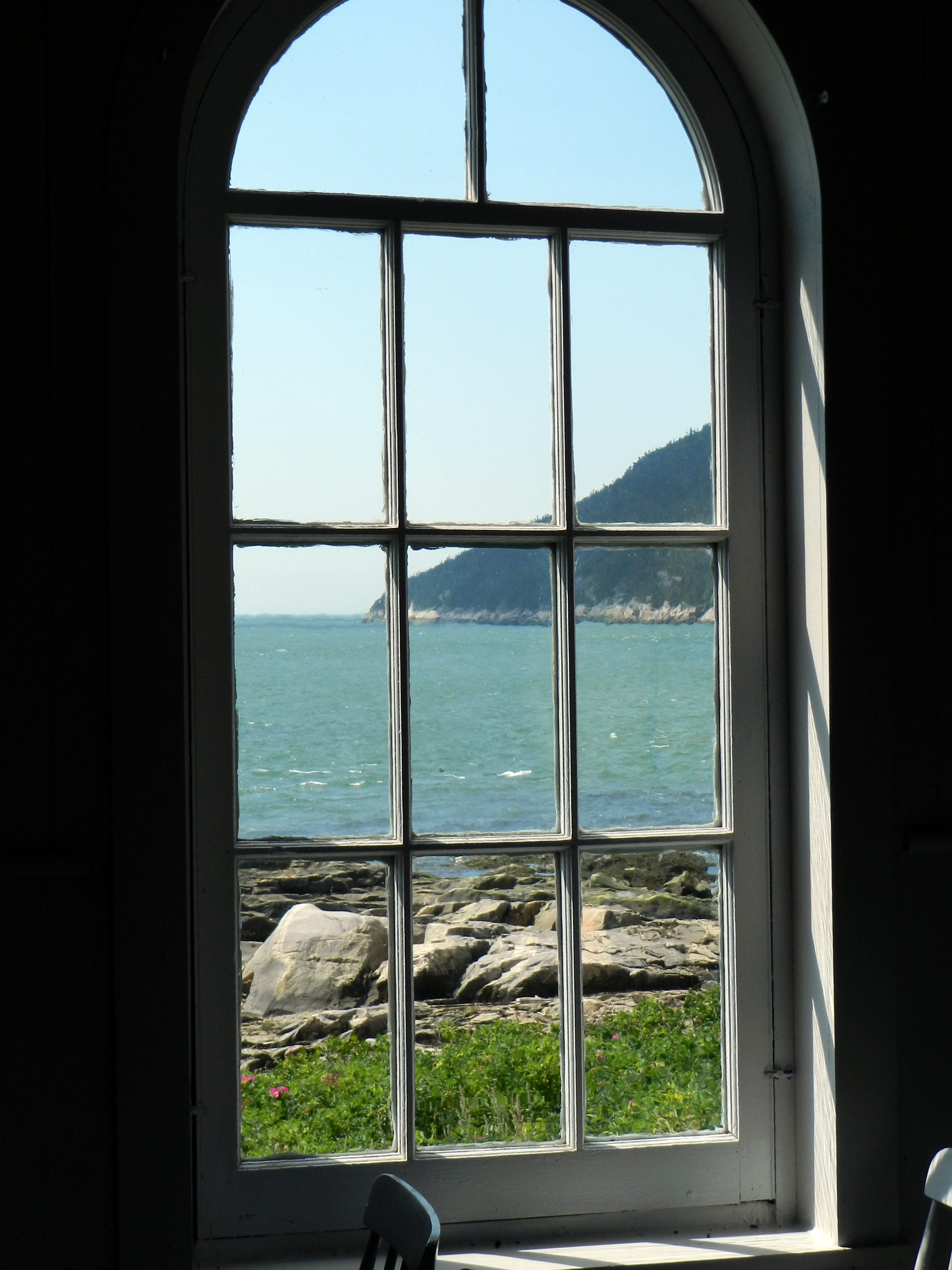
Vue de l'anse de Port-au-Persil par une fenêtre de la chapelle.
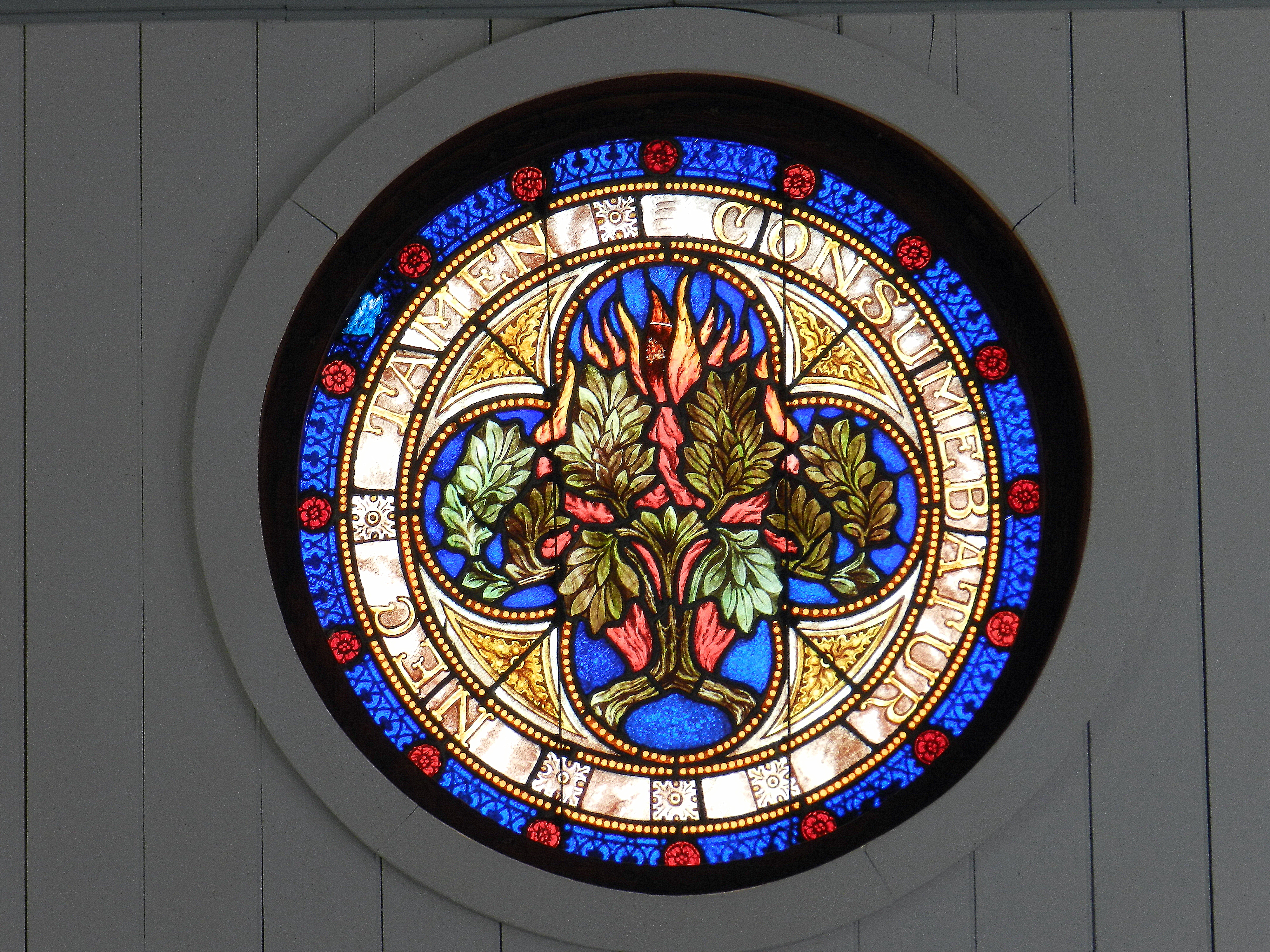
Vitrail représentant le Buisson ardent.